# Pyrenomonadaceae
A Pyrenomonadaceae a Cryptophyceae kládja 3 vagy 4 ismert nemzetséggel. Ismertetőjegye a pirenoidba ágyazott nukleomorf és a fikoeritrin 545 jelenléte.

## Genetika
Citokróm P450-reduktáza (POR) több Cryptophyta-fajhoz és 2 sárgásmoszatfajhoz hasonlóan vörösmoszatokból származik, szemben sok Cryptophyta-fajjal, a legtöbb sárgásmoszatfajjal és egyes peridinintartalmú páncélos ostorosokkal, ahol valódi zöldmoszatokból származó POR van. LIPOR génje nincs, viszont vannak a chlL, chlN és chlB génekhez hasonló hasonló pszeudogénjei.

## Rendszertan
A mai Pyrenomonadaceae első ismert nemzetsége a G. Karsten által leírt Rhodomonas. A 20. század nagy részében minden, ma Pyrenomonadaceae-tagként elismert nemzetséget más kládokba soroltak, erre példák a Rhinomonas fulva, melyet Cryptochrysis fulvaként írtak le) Adolf Pascher a Rhodomonast a Cryptochrysideae alcsaládba helyezte 1913-ban. R. W. Butcher 1967-es Cryptophyta-rendszertana nem ismerte el a Rhodomonast, fajait a Chroomonasba sorolta.
1982 és 1986 közt Uwe J. Santore ultraszerkezeti tanulmányaiban jelentős morfológiai különbségeket fedezett fel Butcher Chroomonasában, így 1984-ben létrehozta a Pyrenomonas nemzetséget. 2 évvel később újra létrehozta a Rhodomonas nemzetséget, és feltételezett egy nagyrészt vörösbarna Cryptophyta-fajokból álló kládot. Santore kutatásait alapul véve 1988-ban D. R. A. Hill és Robert Wetherbee számos, a 20. század elején Cryptochrysisként leírt Cryptophyta-fajt elemzett. Ebből több Rhodomonas-fajt kimutattak, és létrehozták a Rhinomonas nemzetséget. Hill egy másik vörösbarna Cryptophyta-nemzetséget (Storeatula) 1991-ben írt le. 1989-ben Hill és Wetherbee a Rhodomonast a Pyrenomonas szinonímiája mellett érveltek, vitát kétrehozva arról, hogy a nemzetségek külön kezelendők-e. A kérdés 2019-ig megválaszolatlan maradt.
A maihoz közeli Pyrenomonadaceae kládra először Gianfranco Novarino és Ian Lucas hivatkoztak 1993-as Cryptophyceae-rendszertanukban. E rendszertanban a klád tagja a Rhinomonas és a Pyrenomonas. Az 1999-es rendszertanban a Storeatula is szerepelt.
A Pyrenomonadaceae az 1990-es és 2000-es évek elektronmikroszkópos és molekuláris tanulmányai alapján egyaránt klád. Egy 18S rDNS-alapú 2002-es kutatás szerint bár a Pyrenomonadaceae klád, a Rhodomonas nem, mivel a R. abbreviata a Storeatulával, a többi vizsgált Rhodomonas-faj a Rhinomonasszal alkotott kládot. Egy 2014-es nagyobb filogenetikai tanulmány jórészt e korábbi tanulmányokkal egyező eredményeket adott, egy előzetes osztályozást is adva 3 meg nem nevezett kláddal.
A Rhodomonas, Rhinomonas, Storeatula nemzetségek egyes fajai megkülönböztetésének oka lehet csupán a haploid és diploid életszakaszok dimorfizmusa. Pigmentek alapján a Rhinomonas lehet a Storeatula haploid állapota, mivel pigmentjei hasonlók, és nincs sejtgaratja.

### Clay et al. 1999
Clay  et al. 1999-es rendszertanában a Pyrenomonadaceae 3 nemzetségből állt:
| Pyrenomonadaceae | \| \| Rhinomonas \| \| \| \| \| \| Pyrenomonas \| \| \| \| \| \| Storeatula \| \| \| \| |
|                  | \| \| Rhinomonas \| \| \| \| \| \| Pyrenomonas \| \| \| \| \| \| Storeatula \| \| \| \| |
|                  | Rhinomonas                                                                              |
|                  |                                                                                         |
|                  | Pyrenomonas                                                                             |
|                  |                                                                                         |
|                  | Storeatula                                                                              |
|                  |                                                                                         |

### Deane et al. 2002
Deane  et al. 2002-es rendszertanában a Pyrenomonadaceae a Cryptophyta E kládja volt. Felosztása:
|  | \| \| Rhodomonas maculata \| \| \| \| \| \| Rhodomonas marina \| \| \| \| |
|  |                                                                           |
|  | Rhinomonas                                                                |
|  |                                                                           |
|  | Rhodomonas maculata                                                       |
|  |                                                                           |
|  | Rhodomonas marina                                                         |
|  |                                                                           |

|  | Rhodomonas maculata |
|  |                     |
|  | Rhodomonas marina   |
|  |                     |

|  | \| \| Rhodomonas maculata \| \| \| \| \| \| Rhodomonas marina \| \| \| \| |
|  |                                                                           |
|  | Rhinomonas                                                                |
|  |                                                                           |
|  | Rhodomonas maculata                                                       |
|  |                                                                           |
|  | Rhodomonas marina                                                         |
|  |                                                                           |

|  | Rhodomonas maculata |
|  |                     |
|  | Rhodomonas marina   |
|  |                     |

|  | Storeatula            |
|  |                       |
|  | Rhodomonas abbreviata |
|  |                       |

|  | \| \| Rhodomonas maculata \| \| \| \| \| \| Rhodomonas marina \| \| \| \| |
|  |                                                                           |
|  | Rhinomonas                                                                |
|  |                                                                           |
|  | Rhodomonas maculata                                                       |
|  |                                                                           |
|  | Rhodomonas marina                                                         |
|  |                                                                           |

|  | Rhodomonas maculata |
|  |                     |
|  | Rhodomonas marina   |
|  |                     |

|  | \| \| Rhodomonas maculata \| \| \| \| \| \| Rhodomonas marina \| \| \| \| |
|  |                                                                           |
|  | Rhinomonas                                                                |
|  |                                                                           |
|  | Rhodomonas maculata                                                       |
|  |                                                                           |
|  | Rhodomonas marina                                                         |
|  |                                                                           |

|  | Rhodomonas maculata |
|  |                     |
|  | Rhodomonas marina   |
|  |                     |

|  | Storeatula            |
|  |                       |
|  | Rhodomonas abbreviata |
|  |                       |

### Majaneva et al, 2014
Majaneva  et al. 2014-es rendszertanában a Pyrenomonadaceae felosztása:
|  | Rhodomonas duplex                                                        |
|  |                                                                          |
|  | Rhodomonas marina                                                        |
|  |                                                                          |
|  | \| \| Storeatula sp. \| \| \| \| \| \| Rhodomonas abbreviata \| \| \| \| |
|  |                                                                          |
|  | Storeatula sp.                                                           |
|  |                                                                          |
|  | Rhodomonas abbreviata                                                    |
|  |                                                                          |

|  | Storeatula sp.        |
|  |                       |
|  | Rhodomonas abbreviata |
|  |                       |

|  | Rhodomonas lens |
|  |                 |
|  | Rhodomonas sp.  |
|  |                 |

|  | Rhodomonas baltica |
|  |                    |
|  | Rhodomonas sp.     |
|  |                    |

|  | Rhodomonas lens |
|  |                 |
|  | Rhodomonas sp.  |
|  |                 |

|  | Rhodomonas baltica |
|  |                    |
|  | Rhodomonas sp.     |
|  |                    |

|  | Rhinomonas pauca |
|  |                  |
|  | Storeatula major |
|  |                  |

|  | Rhinomonas reticulata |
|  |                       |
|  | Rhinomonas nottbecki  |
|  |                       |

|  | Rhinomonas pauca |
|  |                  |
|  | Storeatula major |
|  |                  |

|  | Rhinomonas reticulata |
|  |                       |
|  | Rhinomonas nottbecki  |
|  |                       |

|  | Rhodomonas duplex                                                        |
|  |                                                                          |
|  | Rhodomonas marina                                                        |
|  |                                                                          |
|  | \| \| Storeatula sp. \| \| \| \| \| \| Rhodomonas abbreviata \| \| \| \| |
|  |                                                                          |
|  | Storeatula sp.                                                           |
|  |                                                                          |
|  | Rhodomonas abbreviata                                                    |
|  |                                                                          |

|  | Storeatula sp.        |
|  |                       |
|  | Rhodomonas abbreviata |
|  |                       |

|  | Rhodomonas lens |
|  |                 |
|  | Rhodomonas sp.  |
|  |                 |

|  | Rhodomonas baltica |
|  |                    |
|  | Rhodomonas sp.     |
|  |                    |

|  | Rhodomonas lens |
|  |                 |
|  | Rhodomonas sp.  |
|  |                 |

|  | Rhodomonas baltica |
|  |                    |
|  | Rhodomonas sp.     |
|  |                    |

|  | Rhinomonas pauca |
|  |                  |
|  | Storeatula major |
|  |                  |

|  | Rhinomonas reticulata |
|  |                       |
|  | Rhinomonas nottbecki  |
|  |                       |

|  | Rhinomonas pauca |
|  |                  |
|  | Storeatula major |
|  |                  |

|  | Rhinomonas reticulata |
|  |                       |
|  | Rhinomonas nottbecki  |
|  |                       |

## Biokémia
Jelentős mennyiségű Cr-fikoeritrin 545-öt termel, ami lehetővé teszi egészségügyi használatát. A Rhodomonas spp. fehérjetartalma 30–50% tenyésztési körülményektől függően.
Zsírsavtermelése a pH növekedésével nő: 8,5-es pH mellett 7-es pH-hoz képest 1,4-szer annyi telített, egyszeresen és többszörösen telítetlen zsírsavat termel, vagyis például más algákhoz – például a Tisochrysis luteához, a Chlamydomonas reinhardtiihoz és a Chlorella spp.-hoz – hasonlóan növeli zsírsavtartalmát. Linolsavtartalma mintegy 1,3-szer magasabb 8,5-es pH esetén.
Szabad 5′-nukleotid-koncentrációja, így „ekvivalens umamikoncentrációja”, jelentősen magasabb 7-es, mint 8,5-es pH esetén.
0
2, kifejezetten a R. salinára jellemző pigment van, ezek a Car33 és a Car44.

## Morfológia
Plasztisza kétlebenyes, benne keményítőburokban pirenoid található, ezen belül nukleomorffal.
A Rhodomonas és a Rhinomonas rendelkeznek lemezekkel, a Storeatula esetén azonban nem ismertek lemezek.

## Ökológia
A Rhodomonas egy leíratlan faját 4–12,7 °C hőmérsékletű, 17,5–28,8% sótartalmú vízben, 2,5–5 m mélységben mutatták ki Krasznova  et al.

## Jelentőség

### Lehetséges egészségügyi használat
A Rhodomonas salina fikoeritrin 545-termelése miatt használható lehet tüdő-adenokarcinóma ellen egy A549 sejtvonallal végzett kutatás szerint. Hatását az ERK/Bak-úton és a JNK/Kaszpáz-3-úton váltja ki.

### Emberi fogyasztás
Az emberi diéta tápértékét számos egészségi állapotot javító metabolittal, például zsírsavakkal, aminosavakkal, pigmentekkel és antioxidánsokkal javíthatja.

### Akvakultúra
Fiatal halaknak, kagylóknak és rákoknak akvakultúrában használható magas eikozapentaénsav- és dokozahexaénsav-tartalma miatt.

### Paleontológia
Moguel  et al. 2021-ben ősi DNS elemzésével kimutatták a Chalco-tóban 10 000 cal a BP körül, ami összefügg a tó alacsony hőmérsékletével.

## Fordítás
Ez a szócikk részben vagy egészben  a   Pyrenomonadaceae című angol Wikipédia-szócikk ezen változatának fordításán alapul.  Az eredeti cikk szerkesztőit annak laptörténete sorolja fel. Ez a jelzés csupán a megfogalmazás eredetét és a szerzői jogokat jelzi, nem szolgál a cikkben szereplő információk forrásmegjelöléseként.